# Argomento del pericentro

Diagramma degli elementi orbitali, compreso l'argomento del periapside (ω).

In meccanica celeste e astronautica l'argomento del pericentro (chiamato anche argomento del periapside o meno correttamente argomento del periasse) è uno degli elementi orbitali di un corpo orbitante ed è rappresentato dalla lettera greca ω. Nello specifico ω è l'angolo tra il vettore che punta al periapside (il punto di massimo avvicinamento al corpo centrale), detto vettore eccentricità, e il vettore che punta al nodo ascendente (il punto in cui il corpo nel suo moto attraversa il piano di riferimento da Sud a Nord), detto vettore asse nodale. L'angolo si misura sul piano orbitale e nella direzione del moto. Per specifici tipi di orbita invece che 
"pericentro" si possono usare i termini "perielio" (per orbite eliocentriche), "perigeo" (per orbite geocentriche) o "periastro" per una stella generica .
Un argomento di pericentro di 0° indica che il corpo orbitante sarà nel punto di massima vicinanza al corpo centrale nel momento in cui attraversa il piano di riferimento da Sud a Nord, uno di 90° invece indica che il corpo sarà nel punto più a nord del piano di riferimento quando raggiunge il suo pericentro.
Sommando all'argomento del pericentro la longitudine del nodo ascendente si ottiene la longitudine del pericentro. Comunque, specialmente nella trattazione di stelle binarie e esopianeti, il termine "longitudine del pericentro" è spesso usato come sinonimo di "argomento del pericentro".

## Calcolo
In astrodinamica, l'argomento del pericentro ω può essere calcolato nel modo seguente:
{\displaystyle \omega =\arccos {{\mathbf {n} \cdot \mathbf {e} } \over {\mathbf {\left|n\right|} \mathbf {\left|e\right|} }}}
(se {\displaystyle e_{z}<0\,} allora {\displaystyle \omega =2\pi -\omega \,})
Dove:
- {\displaystyle \mathbf {n} } è il vettore asse nodale :{\displaystyle \mathbf {n} =n_{x}{\hat {\mathbf {I} }}+n_{y}{\hat {\mathbf {J} }}}
- {\displaystyle \mathbf {e} } è il vettore eccentricità, che è una costante vettoriale del moto.

L'argomento del pericentro non è definito in due casi:
1. quando l'orbita giace sul piano stesso di riferimento, nel caso di un'orbita geocentrica si direbbe "orbita equatoriale". Si usa assumere che {\displaystyle \omega =\arccos {{e_{x}} \over {\mathbf {\left|e\right|} }}}, dove {\displaystyle e_{x}\,} è la componente x del vettore eccentricità.
2. quando l'orbita è circolare, in quanto ruotandola attorno al centro non cambia nulla. Si assume quindi che la linea degli apsidi coincida con quella dei nodi, e quindi che ω=0.